# ルオリシャニア
ルオリシャニア (Luolishania) は、約5億年前のカンブリア紀に生息したルオリシャニア類の葉足動物の一属。華奢な体の前方に長い棘と羽毛状の脚をもつ、中国雲南省の澄江動物群で見つかった Luolishania longicruris という1種のみによって知られる。

## 化石

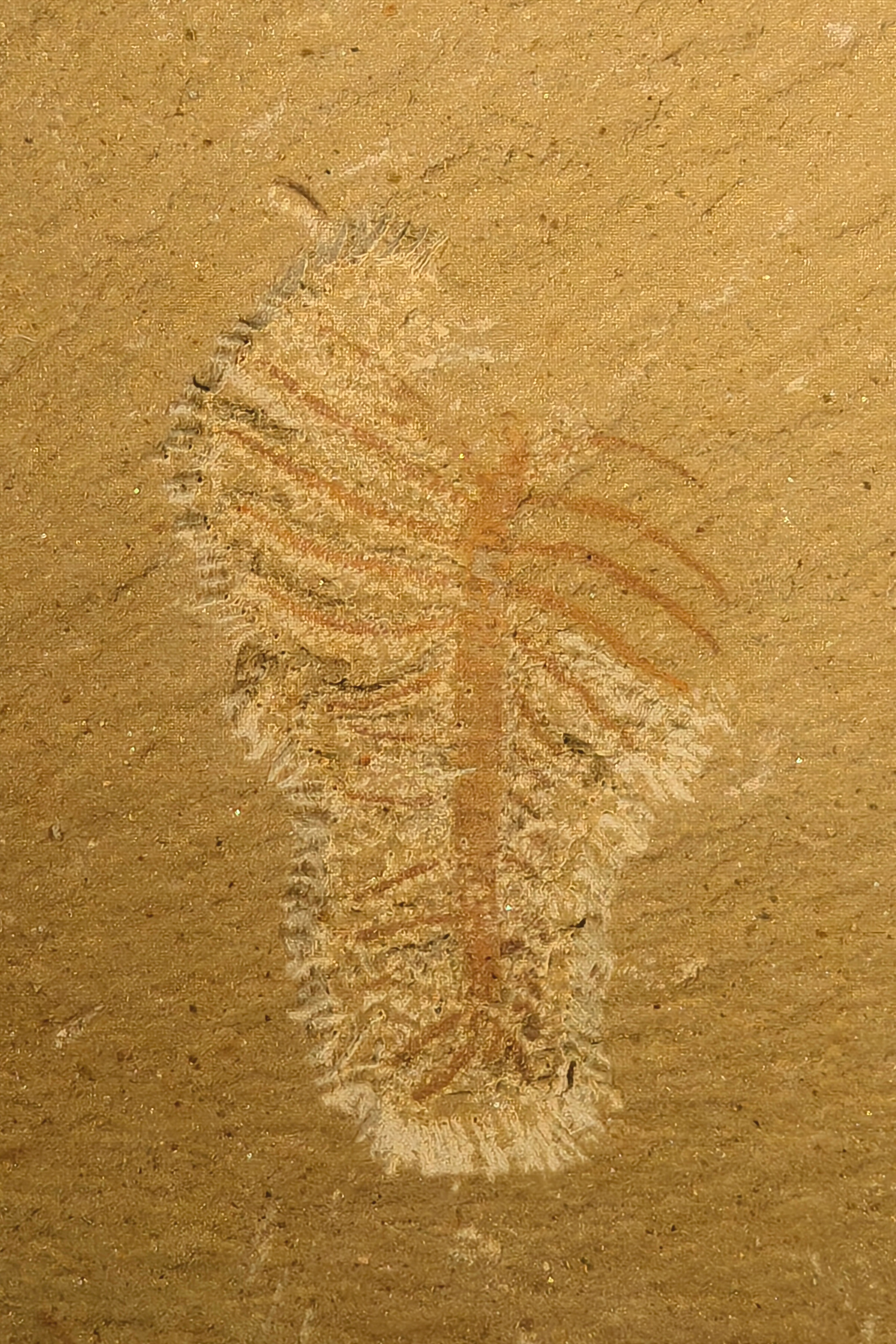
ルオリシャニアの化石標本

ルオリシャニアの化石標本は、中国雲南省の古生代カンブリア紀第三期（約5億1,800年前）に当たる堆積累層、すなわち澄江動物群が知られる Maotianshan shale と海口市の Jianshan section（「ミラルオリシャニア」として区別された標本、後述参照）のみから発見される。全ての化石標本は、雲南大学（Yunnan University）の雲南省古生物研究重点研究室（Yunnan Key Laboratory for Palaeobiology）に所蔵される。

## 形態
体長0.8cmから1.4cmほど小型の葉足動物である。多くのルオリシャニア類と同様に前半身の羽毛状の脚と奇数列の棘をもつが、比較的華奢な体型、長い脚と3枚の甲皮をもつ頭部で他のルオリシャニア類から区別できる。
頭部は滑らかで丸みを帯びて、両背面には1対の細長い触角と3対の小さな単眼がある。頭部の前端は前下方に突出し、これは横開きの口器（吻）であったと考えられる。眼の直後には、棘のある3枚の丸い甲皮がそれぞれ背面と左右に配置される。
胴部は蠕虫状に細長く、14から16節の体節（胴節）が含まれる。各胴節の間のみ数多くの乳頭突起（papillae）と数本の環形の筋（annulation）に分かれ、それぞれの間は中央に小さな突起が3本ある。各胴節の背側には3本の棘、両腹側には1対の脚（葉足 lobopod）をもつ。棘は第1-5胴節で前に、それ以降の胴節で後ろに湾曲し、第2-4胴節で特に発達した。脚は胴節の間と同様に乳頭突起と環形の筋に分かれ、そのうち前半身の5対は長大な羽毛状で、それぞれの両縁は斜めに突出した刺毛（setae）が並んで、先端には4本の細い爪がある。残りの後半身の脚は比較的単調で後方ほど短く、それぞれの先端から1本の丈夫な鉤爪のみ確認される。最終胴節の直後には丸みを帯びた目立たない尾がある。

## 生態
消化管に堆積物が見当たらず、脚の構造も活動的な捕食と移動（歩行と遊泳）に不向きのため、ルオリシャニアは堆積物食者や捕食者であった可能性は低い。ルオリシャニアはむしろ他のルオリシャニア類の葉足動物と同様、前半身の脚に密集した刺毛で水中の有機粒子を濾過摂食する懸濁物食者であったと考えられる。後半身の脚の鉤爪で固形物を掴んで登り、その中で比較的長い6対目の脚は、摂食の際に水中に張り出した前半身を支える役割を果たしたとされる。背側の棘で捕食者から身を守り、触角・刺毛・乳頭突起などの構造は感覚器官であったと推測される。

## 発見、復元と分類

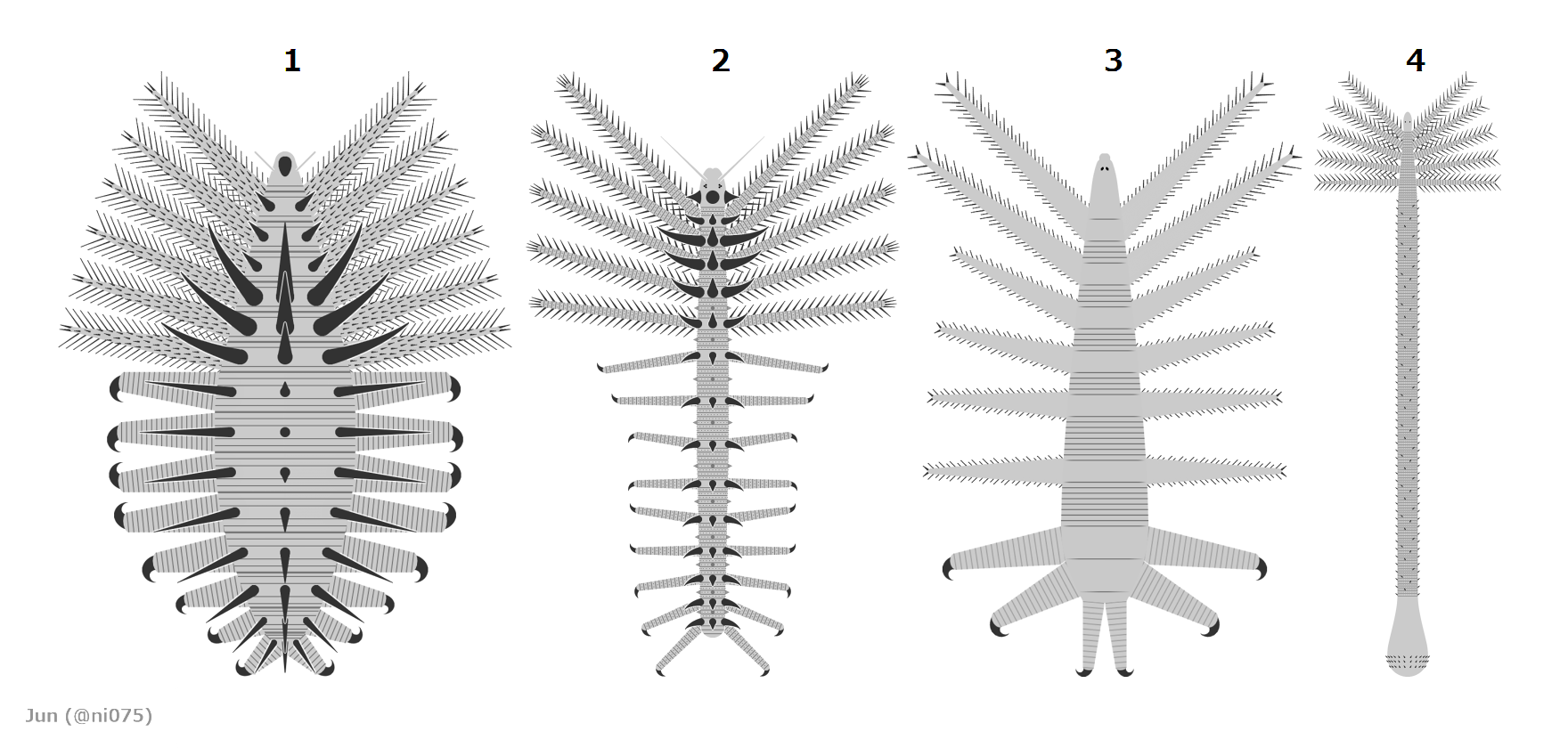
ルオリシャニア類の葉足動物1：コリンソヴェーミス、2：ルオリシャニア、3：オヴァティオヴェーミス、4：ファシヴェーミス

葉足動物の中で、ルオリシャニアはルオリシャニア類（luolishaniid、ルオリシャニア科 Luolishaniidae もしくは ルオリシャニア目 Luolishaniida）の模式属（タイプ属）である。ルオリシャニアと共にこの類に含まれる葉足動物は、コリンシウム、オヴァティオヴェーミス、コリンソヴェーミスなどが知られている。この類自体は他の多くの葉足動物と同様、汎節足動物における系統的位置は不確実で、系統解析によっては有爪動物の初期系統（ステムグループ）に含まれる、節足動物の初期系統に含まれる、もしくはそこから独立した別系統の汎節足動物とされる。
ルオリシャニアは Hou & Chen 1989 で環形動物と節足動物の中間型生物として最初に記載され、1990年代以降では葉足動物に分類されるようになったが、2000年代後期以前では Maotianshan shale 由来の不完全な化石標本のみ知られるため、眼と触角はなく、胴節と脚もほぼ同じ構造の繰り返しという単調な姿に復元された。Liu et al. 2004 では海口由来の新たな化石標本が記載され、Maotianshan shale 由来の標本によく似たものの、従来の模式種 Luolishania longicruris の標本に見られない特徴（触角・眼など）をもつため、別の新属（ミラルオリシャニア）新種 Miraluolishania haikouensis として区別された。しかしこの区分は Ma 2005 と Ma et al. 2006 をはじめとして疑問を掛けられ、ミラルオリシャニアとして区別された標本はルオリシャニアの全身、すなわち両種は同種（シノニム）ではないかと疑われる。この見解は Ma et al. 2009 で進められ、海口由来の新しい化石標本にあわせて全面的な再検討を行われた所、ミラルオリシャニアはルオリシャニアのジュニアシノニム（無効の異名）とされるようになり、ルオリシャニアの復元像がそれにあわせて大幅に更新され、長い棘・羽毛状の脚などという多くの新しい特徴も発見された。Liu et al. 2008 と Liu & Dunlop 2013 はこのシノニム化を否定し、両者の相違点は保存状態の完全度の違いによるものではなく、別属別種を表す特徴だと主張していた。しかし、両者は同種という見解の方が、2010年代以降の文献記載に広く認められる。